# Kichute
Kichute é um calçado, misto de tênis e chuteira, produzido no Brasil desde a década de 1970 pela Alpargatas. Com o slogan "Kichute, calce esta força" teve seu ápice entre os anos de 1978 e 1985, quando suas vendas ultrapassaram 9 milhões de pares anuais.
Feito de lona e solado com cravos de borracha, todo ele preto, virou mania entre os meninos, pois era usado tanto para ir à escola quanto para a prática do futebol, ainda mais depois da conquista do Brasil da Copa do Mundo de 1970. Devido ao seu grande cadarço, era comum entrelaçá-lo na canela antes de amarrá-lo, ou mesmo dar voltas nele próprio, passando pelo solado.
O produto foi lançado em 15 de junho de 1970, aproveitando o advento da Copa do Mundo do México. Foram lançadas também bolas de futebol de salão e de campo com a marca Kichute.
Com a entrada de modelos importados de tênis, suas vendas despencaram, mas o Kichute nunca deixou de ser produzido principalmente devido ao revival dos anos de 1970 e 1980 na moda. Muitos estilistas famosos usaram utilizando o Kichute em suas coleções no início dos anos 2000. 
Em São Paulo, na década de 1990, fazia parte dos uniformes dos garis da prefeitura.
Em novembro de 2009 estreou nos cinemas o filme “Meninos de Kichute”, adaptação cinematográfica do livro homônimo de Márcio Américo, e que foi inspirado nesse calçado. O longa ganhou o prêmio "Juri Popular" de Melhor Filme Brasileiro na 34° Mostra Internacional de Cinema de São Paulo em novembro de 2010, na sua única exibição pública. 